# Helena Pihl
Helena Pihl, född Johansson 26 april 1955, är en svensk före detta friidrottare som tävlade för Stockholms Spårvägars GoIF och senare IF Göta i Karlstad.
Helena vann SM på 100 meter häck 1975, 77-80, på 4 x 100 meter 1979, på 4 x 200 meter 1979 och 80, på 60 meter häck 1980 och femkamp 1976. Hon var tidigare svensk rekordhållare på 100 meter häck (13,44).
Pihl deltog vid de olympiska sommarspelen i Moskva 1980 där hon tog sig till semifinal på 100 meter häck. I samma OS var hon också med i det svenska sprintlag (tillsammans med bland annat Linda Haglund & Ann-Louise Skoglund) som kom på åttonde plats på 4 x 100 meter.
Pihl är Stor grabb nr 309. Hon bor i Karlstad tillsammans med sin man Raimo Pihl.